# Rakun
Rakun (znanstveno ime Procyon lotor), znan tudi kot severnoameriški rakun je srednje velik sesalec, ki izvira iz Severne Amerike. Po velikosti je največji iz družine Procyonidae, saj je njegovo telo dolgo od 40 do 70 cm in tehta od 3,5 do 9 kg. Njegov sivi »plašč« je večinoma sestavljen iz gostega podkrzna, ki ga greje pred mrzlim vremenom. Njegovi dve najprepoznavnejši značilnosti, ki ju najdemo v mitologiji različnih izvirnih ameriških plemen, sta izjemno spretni sprednji šapi in obrazna maska. Rakuni so znani po svoji inteligenci, saj so preiskave pokazale, da se lahko spomnijo rešitve naloge tudi do treh let nazaj.

## Prehrana
Rakuni se prehranjujejo z nevretenčarji (okoli 40 %), rastlinami (okoli 33 %) in vretenčarji (okoli 27 %).

## Prebivališča oz. habitat
Izvirni habitati rakuna so listnati in mešani gozdovi, zaradi njihovega udomačevanja pa so se razširili tudi v gorska področja, obalna močvirja in na sodobna področja, kjer jih marsikdo doživlja kot nadlogo. Nedavno so se razširili tudi v Evropo, največ v Nemčijo in na Kavkaz, pa tudi na Japonsko. Njihova domača prebivališča obsegajo od 3 hektarjev do 50 km².

## Rakuni kot domače živali
Rakune imajo ponekod kot domače živali, kar želijo preprečiti številni strokovnjaki, saj jih ni mogoče popolnoma udomačiti. Obnašajo se lahko nepredvidljivo in agresivno in jih je pogosto nemogoče naučiti ubogati ukaze. V nekaterih zveznih državah ZDA je rakuna dovoljeno imeti za domačo žival, vendar pa morajo lastniki imeti posebne dovolilnice. V Avstriji in Nemčiji morajo rakuni po zakonu živeti v kletki s plezalnimi pripomočki, skrivalnimi mesti in luknjo za vodo.
Osirotele rakune je sicer mogoče rehabilitirati in jih znova poslati v divjino, vendar pa je negotovo, ali se bodo znova privadili na divjino ali ne.